# Plantago hakusanensis
Plantago hakusanensis är en grobladsväxtart som beskrevs av Gen-Iti Koidzumi. Plantago hakusanensis ingår i släktet kämpar, och familjen grobladsväxter. Utöver nominatformen finns också underarten P. h. glabra.

## Bildgalleri

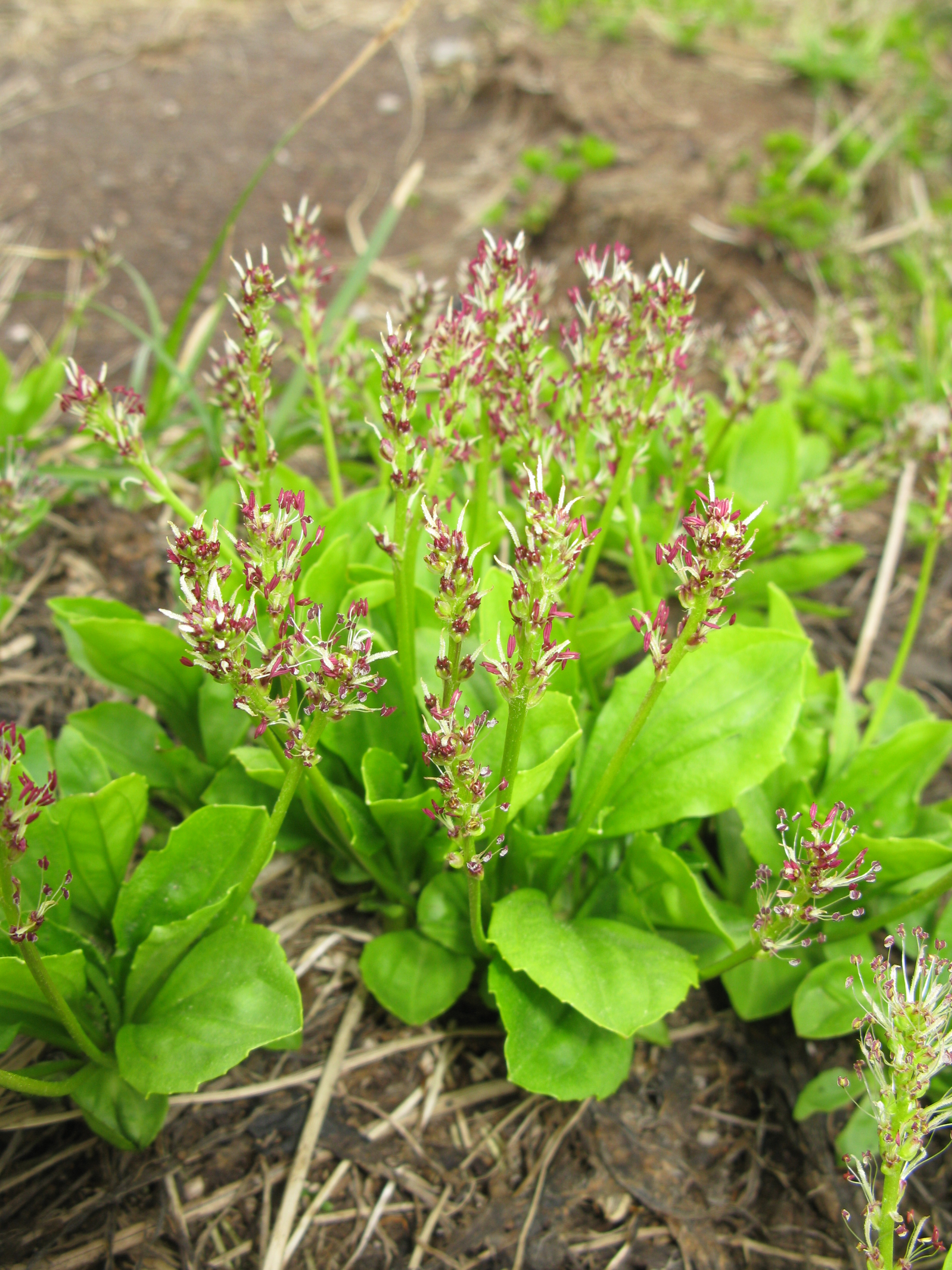
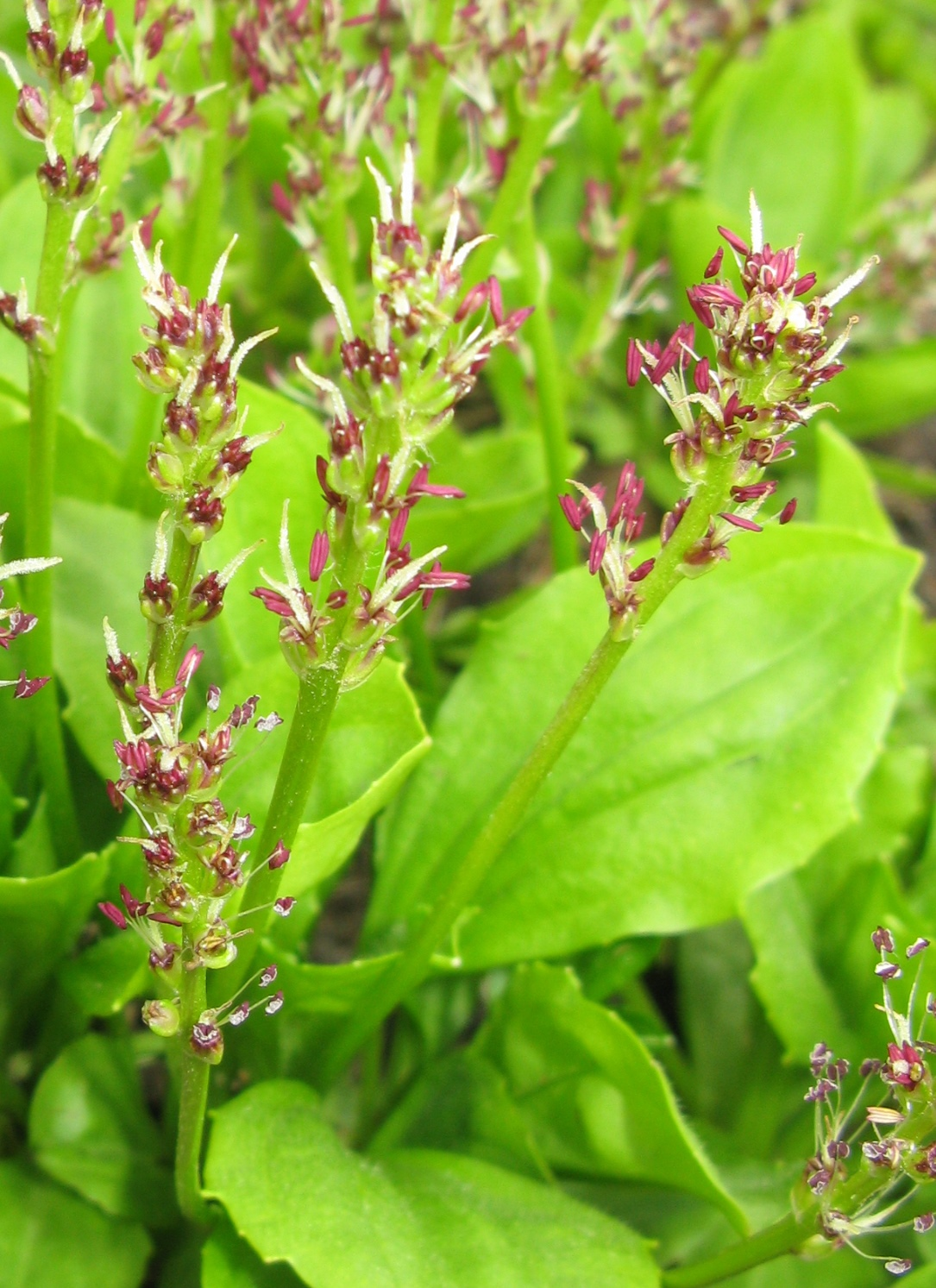
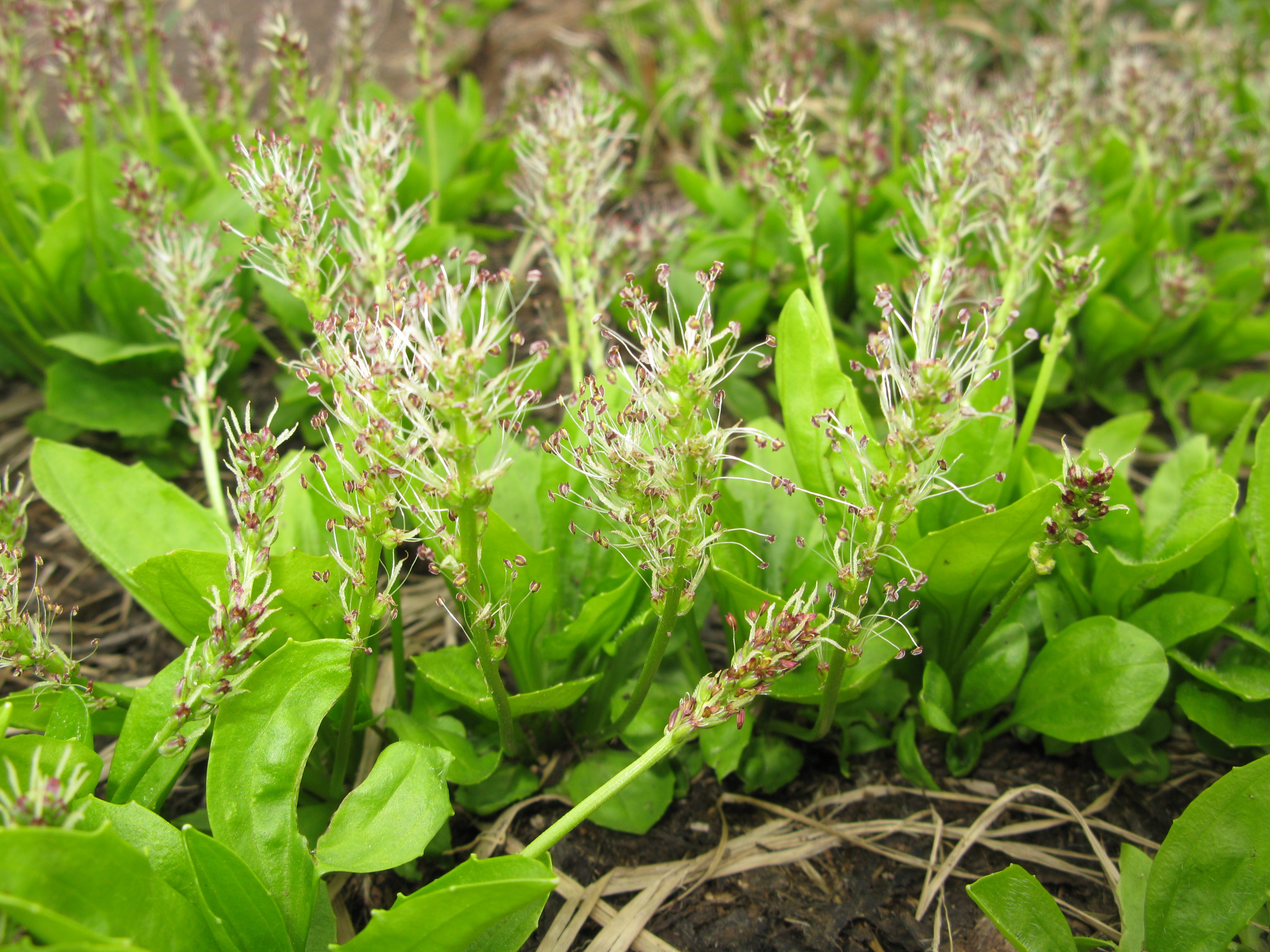